# Half Past Dead
Half Past Dead é um filme estadunidense de 2002, estrelado por Steven Seagal, Ja Rule e Morris Chestnut. O longa também conta como o filme de estreia de Don Michael Paul como diretor.

## Elenco
- Steven Seagal como Sasha Petrosevitch
- Morris Chestnut como Donald Robert Johnson
- Ja Rule como Nicolas "Nick" Frazier
- Nia Peeples
- Tony Plana como Warden Juan Ruiz "El Fuego" Escarzaga
- Kurupt como Michael Taliferr
- Michael "Bear" Talliferro como  Joe
- Claudia Christian como Ellen "E. Z." Williams, agente especial
- Linda Thorson como Juíza Jane McPherson
- Bruce Weitz como Lester McKenna
- Michael McGrady como Guarda Damon J. Kestner
- Richard Bremmer como Sony Eckvall
- Hannes Jaenicke como Agente Hartmann
- Mo'Nique
- Matt Battaglia
- Wiliam T. Bowers como Guarda de Alcatraz